# Hey Baby (Drop It to the Floor)
Singles par Pitbull
Bon, Bon
(2010) On the Floor
(2011)
Singles par T-Pain
Trillionnaire
(2010) Rap Song
(2010)
Hey Baby (Drop It to the Floor) est une chanson du rappeur Pitbull en collaboration avec le rappeur T-Pain. Sorti le 14 septembre 2010, il s'agit du 1er single extrait du 6e album studio de Pitbull, Planet Pit. La chanson a été écrite par Pitbull, T-Pain et Sandy Vee et produit par Sandy Vee. La chanson est un sample de Push It de Salt-N-Pepa.

## Liste des pistes
- Allemagne CD single

1. Hey Baby (Drop It to the Floor) (Album Version) – 3:54
2. Hey Baby (Drop It to the Floor) (Radio Edit) – 3:24

## Classement et certifications
| Classement (2010-2011)                  | Meilleure position |
| --------------------------------------- | ------------------ |
| Australie (ARIA)                        | 10                 |
| Autriche (Ö3 Austria Top 40)            | 22                 |
| Belgique (Flandre Ultratop 50 Singles)  | 24                 |
| Belgique (Wallonie Ultratop 50 Singles) | 21                 |
| Canada (Hot 100)                        | 10                 |
| République tchèque IFPI                 | 8                  |
| Danemark (Tracklisten)                  | 19                 |
| Finlande (Suomen virallinen lista)      | 5                  |
| France (SNEP)                           | 24                 |
| Allemagne (Media Control AG)            | 24                 |
| Hongrie (Rádiós Top 40)                 | 14                 |
| Irlande (IRMA)                          | 32                 |
| Nouvelle-Zélande (RMNZ)                 | 23                 |
| Pologne (Dance Top 50)                  | 10                 |
| Écosse (OCC)                            | 31                 |
| Suède (Sverigetopplistan)               | 17                 |
| Suisse (Schweizer Hitparade)            | 21                 |
| Royaume-Uni (UK R&B Chart)              | 9                  |
| Royaume-Uni (UK Singles Chart)          | 34                 |
| États-Unis (Hot 100)                    | 7                  |
| États-Unis (Pop Airplay)                | 5                  |
| États-Unis (Rap Songs)                  | 8                  |
| États-Unis (Adult Pop Songs)            | 36                 |
| États-Unis (Hot Latin Songs)            | 26                 |
| États-Unis (Latin Pop Airplay)          | 23                 |

| Classement (2010)            | Position |
| ---------------------------- | -------- |
| Australie Classement single  | 61       |
| Classement (2011)            | Position |
| Allemagne Classement single  | 95       |
| Suisse Classement single     | 66       |
| États-Unis Billboard Hot 100 | 39       |

| Pays           | Certification |
| -------------- | ------------- |
| Australie ARIA | 2 × Platine   |
| Suède RIA      | Or            |